# 五和駅 (深圳市)
五和駅（ごわえき）は中華人民共和国広東省深圳市竜崗区に位置する深圳地下鉄の駅である。5号線と10号線の駅である。
布龍路と五和大道の交差点の地下に位置する。

## 沿革
- 2011年6月22日 - 環中線（現：5号線）の駅として開業。
- 2020年8月18日 - 10号線の駅が開業。

## 駅構造
島式ホーム1面2線を有する地下駅。ホームドアを設置。
| 環中線ホーム (B2F) | ←■5号線 赤湾方面   |
| 環中線ホーム (B2F) | 島式ホーム         |
| 環中線ホーム (B2F) | ■5号線 黄貝嶺方面→ |

## 駅周辺
駅周辺は住宅地や商業地となっている。

## 隣の駅
深圳地下鉄
■5号線
民治駅 - 五和駅 - 坂田駅
■10号線
光雅園駅 - 五和駅 - 坂田北駅